# Sông Long Đại
Sông Long Đại (tiếng Anh: Long Đại River) là một con sông lớn chảy qua huyện Quảng Ninh, tỉnh Quảng Bình, thuộc vùng Bắc Trung Bộ Việt Nam. Dòng sông này bắt nguồn từ dãy Trường Sơn hùng vĩ, nơi địa hình hiểm trở và rừng nguyên sinh vẫn còn được bảo tồn, rồi từ đó chảy theo hướng tổng thể là đông bắc qua các xã trung du, đồng bằng trước khi hội lưu với sông Kiến Giang. Với chiều dài khoảng 77 km (48 dặm), sông Long Đại không chỉ đóng vai trò là nguồn cung cấp nước chủ lực cho sản xuất nông nghiệp và sinh hoạt của người dân địa phương, mà còn tạo nên một dải đồng bằng hẹp nhưng màu mỡ dọc hai bên bờ, nơi cư dân đã sinh sống và canh tác từ nhiều đời.
Tại vùng hạ lưu, sông Long Đại hợp lưu với sông Kiến Giang, tạo thành sông Nhật Lệ – con sông lịch sử gắn liền với thành phố Đồng Hới và bao đời văn hóa Quảng Bình. Sông Nhật Lệ tiếp tục chảy ra Biển Đông theo hướng đông bắc, tạo nên một vùng cửa sông – cửa biển quan trọng, nơi diễn ra nhiều hoạt động giao thương, đánh bắt thủy sản và du lịch ven sông – ven biển. Trước đây, vào mùa mưa lũ kéo dài từ tháng 9 đến tháng 12 hằng năm, sông Long Đại thường gây ra lũ lụt nghiêm trọng, ảnh hưởng lớn đến đời sống và canh tác của cư dân vùng hạ lưu. Tuy nhiên, tình trạng này đã được kiểm soát hiệu quả hơn nhờ công trình đập điều tiết nước được xây dựng ở thượng nguồn, giúp giảm lưu lượng đột ngột và điều tiết dòng chảy vào mùa mưa.
Ngày nay, sông Long Đại không chỉ mang ý nghĩa về mặt thủy lợi – kinh tế mà còn là một phần không thể tách rời của cảnh quan sinh thái và bản sắc văn hóa Quảng Bình, đặc biệt là trong các lễ hội, tục lệ thờ cúng thủy thần và đời sống ven sông của cộng đồng cư dân miền Trung.